# Tropaeum Traiani
Das römische Siegesdenkmal von Adamklissi oder Tropaeum Traiani liegt in der Dobrudscha im heutigen Rumänien, nahe einem antiken Ort, der wie das Monument Tropaeum Traiani hieß (später Adamklissi). Das Tropaeum Traiani wurde, wie aus der zum Bau gehörigen Inschrift hervorgeht, dem Mars Ultor geweiht und 108/109 n. Chr. erbaut, es stammt also aus der Zeit Kaiser Trajans und steht im Zusammenhang mit den kriegerischen Auseinandersetzungen zwischen dem römischen Reich und den Dakern.

## Ursprünglicher Bau

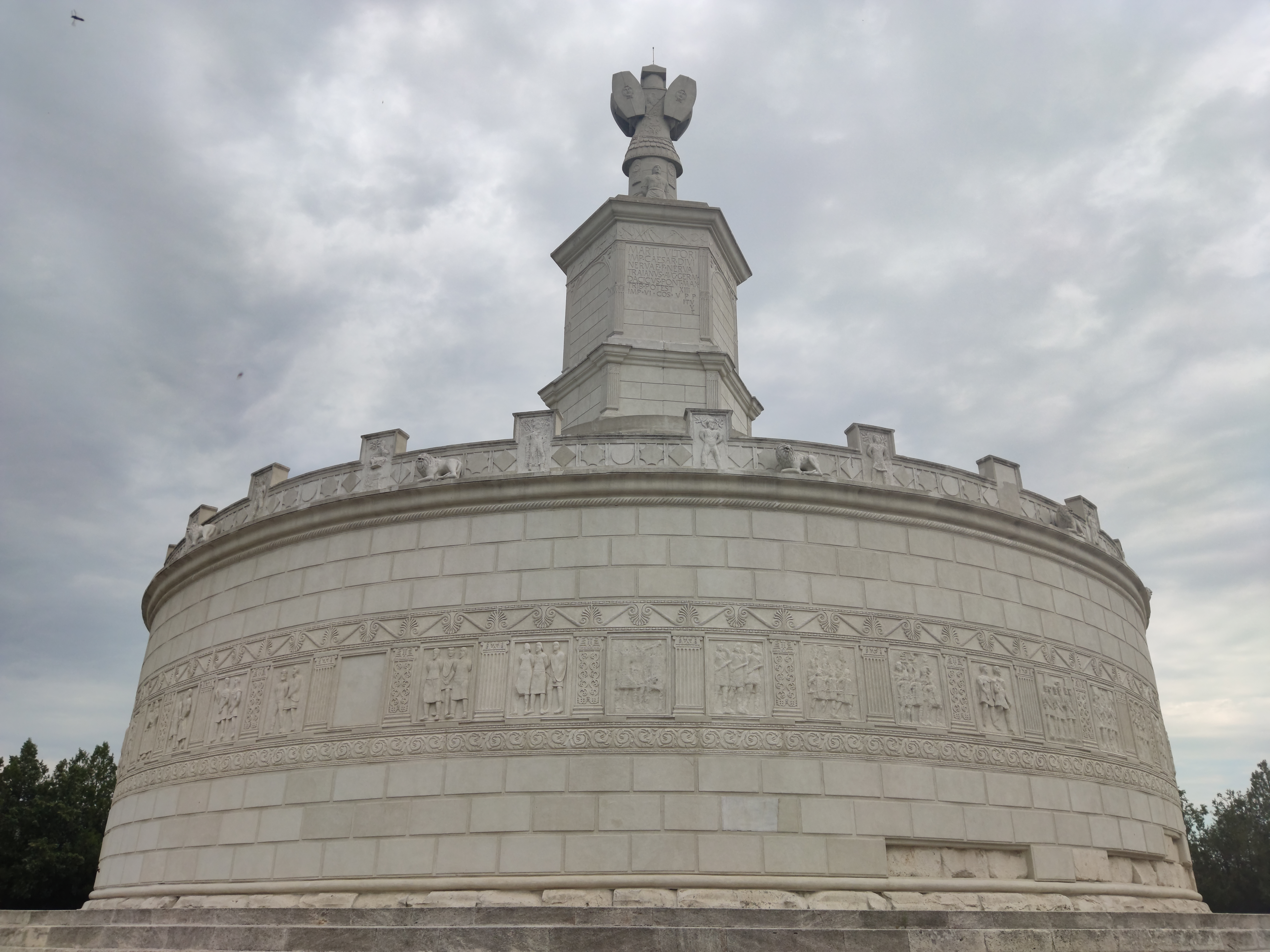
Nachbildung des Tropaeum Traiani

Der ursprüngliche Aufbau des Tropaeums wird folgendermaßen rekonstruiert: Auf einem siebenstufigen, kreisrunden Treppenaufgang erhob sich ein großer Zylinder, darüber stand ein Kegelstumpf, der mit Schuppenziegeln gedeckt war. Darüber befanden sich übereinander zwei sechseckige Prismen, die als Basis für die Statue des eigentlichen, 4,75 m hohen Tropaeums dienten. Die gesamte Höhe des Baus lag bei etwa 40 m, etwa genauso groß war auch der Durchmesser an der Basis.
Der ganze Bau trug reichen Skulpturenschmuck, von dem noch heute ein beträchtlicher Teil vorhanden ist, so dass man rekonstruieren kann, wo welche Stücke wahrscheinlich platziert waren. Die untere Hälfte des „Zylinders“ war unverziert und bestand nur aus sechs Reihen von behauenen Quadersteinen. Die obere Hälfte hingegen bestand aus zwei umlaufenden Friesen und einem Metopenband. Beide Friese bestanden ursprünglich wahrscheinlich aus jeweils 56 Platten von je ca. 1,76 m Länge, was eine Gesamtlänge von etwa 98 m je Fries ergibt. Der untere Fries besteht aus Akanthusranken, die oben und unten von je einem Oliven- und Linsenstab eingefasst sind; dazwischen sind Vögel dargestellt. Der obere Fries besteht aus einer Doppelspirale, die von einer Blätterverzierung (Palmblätter?) umgeben ist. Dazwischen erstreckte sich das Metopenband mit 54 Metopenplatten mit Maßen von etwa 1,58 m Höhe und 1,16 m Breite, die durch ebenso viele Pilaster bzw. Halbpfeiler voneinander getrennt wurden. Diese Pilaster sind entweder mit senkrechten Rankenornamenten oder mit Kanneluren versehen. Der Inhalt der heute noch 49 erhaltenen Metopen sind Szenen aus dem Krieg zwischen Römern und Dakern. Man sieht römische gepanzerte Reiter mit Lanzen, Kampfszenen zwischen Römern und Barbaren, dakische Flüchtlinge und Gefangene in Ketten in Begleitung von siegreichen römischen Soldaten.
Über dem oberen Fries folgte ein Gesims, auf dem der sogenannte Zinnenattikus saß. Dieser bestand abwechselnd aus Zinnen- und Brüstungsquadern. Die jeweils ca. 1,56 m × 1,10 m großen 25 Zinnen zeigen jeweils einen Gefangenen, der an einen Baum gefesselt ist. Auf Grund der Bekleidung und anderer Merkmale dieser Figuren ist ersichtlich, dass hier drei verschiedene Ethnizitäten von Barbaren dargestellt sind. Aber welchen Völkern sie genau zugeordnet werden können, ist schwierig zu beantworten. Auf jeden Fall ist klar, dass es entweder Daker selbst oder Völker beziehungsweise Stämme sind, die in Verbindung zu den Dakern und den Dakerkriegen standen. Zwischen den Zinnen waren die ca. 0,91 m hohen Brüstungsquader angeordnet. Diese waren lediglich mit geometrischen Mustern, nämlich Kreisen, Rauten und Rosetten, verziert. Bei jeder zweiten Brüstung befand sich ein Löwe, der zum Abfluss des Wassers vom Dach diente.
An der „Spitze“ des Daches, das mit über tausend schuppenförmigen Steinplatten gedeckt war, erhob sich der Unterbau für das eigentliche Tropaeum, bestehend aus zwei sechseckigen Prismen. Beide Prismen waren an ihren Außenflächen unverziert, nur die senkrechten Kanten waren in Form von Pilastern mit stilisierten korinthischen Kapitellen ausgearbeitet. Lediglich an einer Außenfläche war vermutlich die Platte mit der  Bauinschrift angebracht. Den oberen Abschluss der Prismen bildete ein Fries mit in Stein gehauenen Waffen: Speere, Lanzen, Schwerter etc.
Darüber erhob sich die Tropaeumsskulptur mit einer Gesamthöhe von ca. 4,75 m. Sie entspricht der typischen Darstellungsweise eines Tropaeums der römischen Kaiserzeit. Das Tropaeum trug die Bekleidung und Bewaffnung eines römischen Soldaten. Auf den Schilden rechts und links waren Köpfe von Medusen abgebildet und dahinter, heute verlorene, Lanzen. Der Brustpanzer der Statue war reich verziert mit Akanthusranken, einem Reiter im Galopp, einem Adler mit ausgebreiteten Schwingen und einem Schwert mit Scheide. Zu Füßen des Tropaeums waren drei Gefangene dargestellt: zwei liegende Frauen und ein stehender Mann mit auf den Rücken gefesselten Händen.
Nach Rekonstruktionsmodellen wurde 1977 eine Nachbildung des Tropaeum Traiani an gleichem Ort aufgestellt.

## Neuzeit und Rezeption

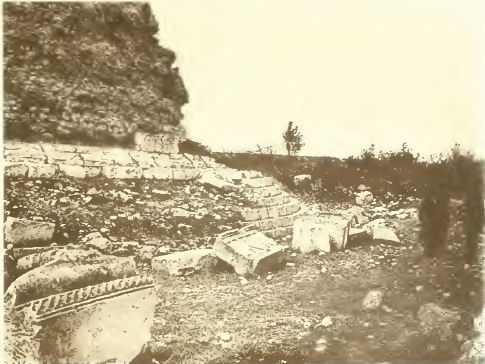
Überreste des Tropaeum 1903

Von der Antike bis in die heutige Zeit waren der Kernbau des Tropaeum Traiani aus einer Stein- und Mörtelmasse und die Basis aus sieben Treppenreihen und dem unteren Umgang an ihrem ursprünglichen Standort erhalten. Daneben steht heute ein Modell des Tropaeum Traiani im Maßstab 1:20, die zahlreich erhaltenen Metopen und Pilaster sind in einer zyklischen Reihenfolge aufgestellt als Versuch, die Darstellungen in ihren ursprünglichen Beziehungen wiederzugeben.
Weitere Monumente, die sich in der Nähe des Tropaeum Traiani befinden und in gewissem Bezug zu ihm stehen, sind die Reste eines Mausoleums für einen auf dem Schlachtfeld gefallenen römischen Heerführer und ein Altar mit Inschrift, in der Soldaten genannt werden.
Auf der Basis verschiedener Rekonstruktionsmodelle wurde 1977 eine Replika am gleichen Platz hergestellt.
Die Bauinschrift des Tropaeum Traiani könnte eine der Inschriften des 1926–1928 während des italienischen Faschismus in Bozen von Marcello Piacentini errichteten Siegesdenkmals inspiriert haben.